# 帕维亚大学
帕维亚大学（義大利語：Università degli Studi di Pavia，縮寫）是意大利伦巴第大区大区帕维亚市的一所研究型大学，成立于1361年，在近代以前都是倫巴底地區的學術中心。知名校友包括電池發明者伏特、三位諾貝爾獎得主，以及多位教宗。

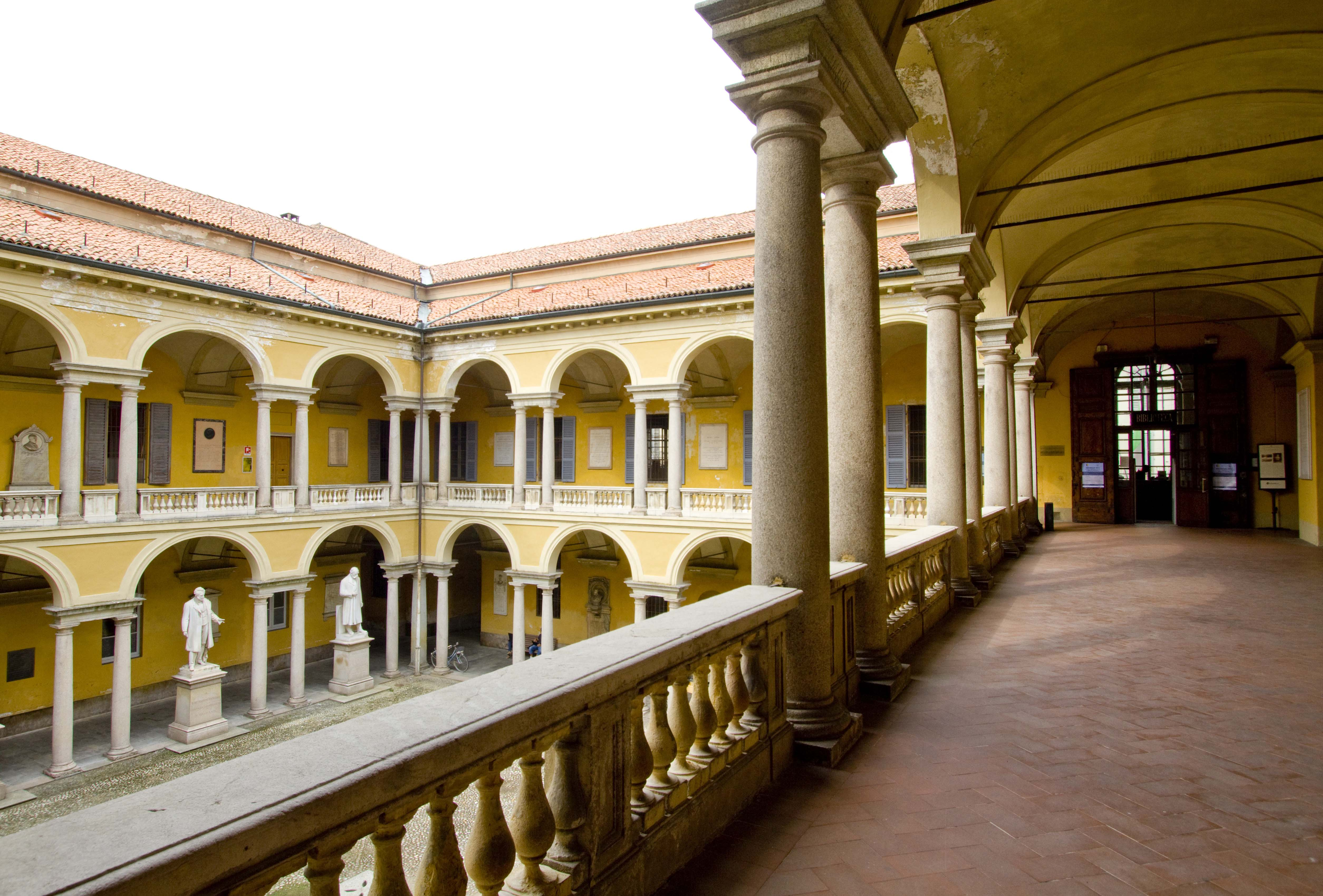
帕維亞大學

## 學校組織
帕维亚大学现有9个学院，四所博物館，三間醫院，一座植物園，以及一間獨立但關係緊密的帕維亞高等研究院。
目前共有104種學位課程、1600個獎學金名額、310個國際交換協定。

### 學院制度

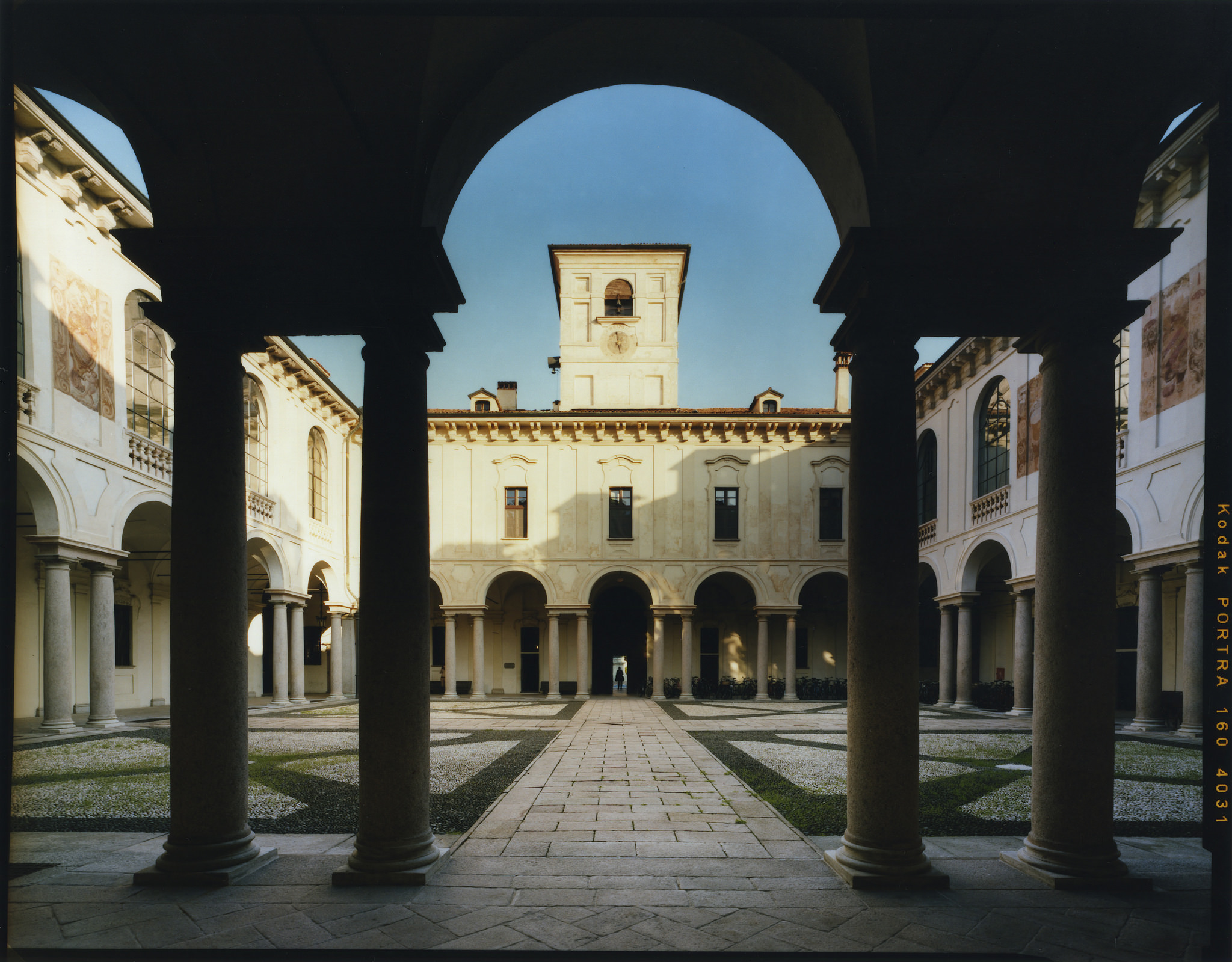
建於1567年的吉斯列書院

帕維亞大學採用類似劍橋大學的學院宿舍系統，目前有十五個學院宿舍，包括兩所直屬教育部可自行授予學分的菁英學院：博羅梅奧學院、吉斯列理學院。

### 義大利語授課學位

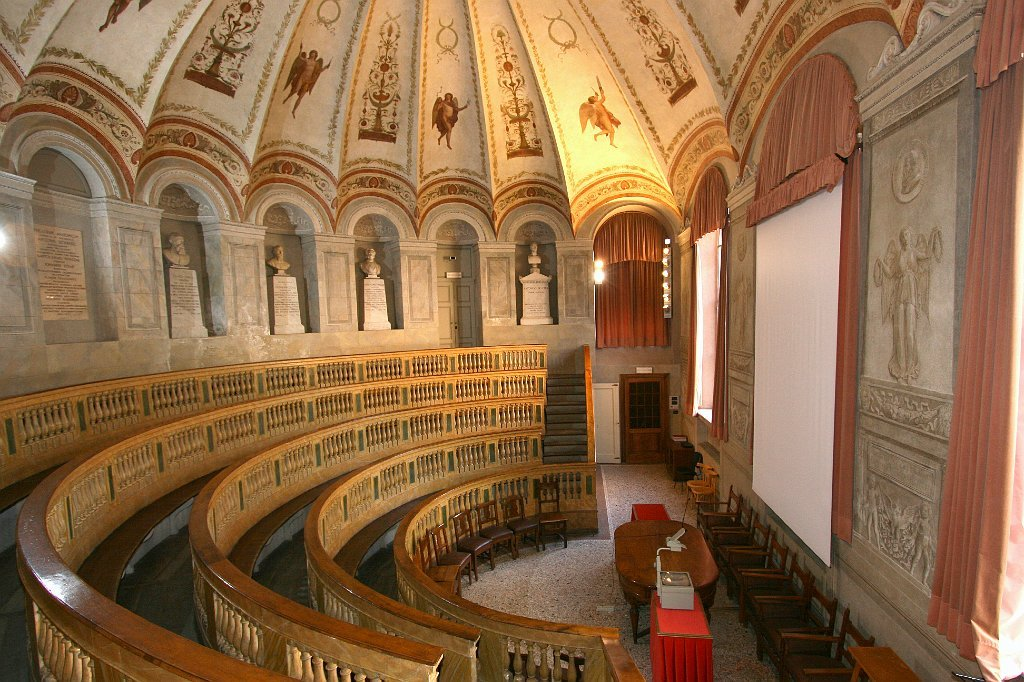
建於18世紀的Scarpa教室

| - 經濟學領域 - 經濟學學士 - 商業行政與財務學士 - 商業管理學士 - 經濟、金融與國際整合碩士 - 商業管理碩士 - 商業管理與法律碩士 - 法律領域 - 法律服務學士 - 法學碩士(五年制) - 工程領域 - 生醫工程學士 - 土木與環境工程學士 - 電腦與電機工程學士 - 工業工程學士 - 生醫工程碩士 - 土木工程碩士 - 電機工程碩士 - 環境工程碩士 - 建築與營造工程碩士(五年制) | - 藝術與哲學領域 - 現代文學學士 - 現代語言與文化學士 - 哲學學士 - 心理學學士 - 現代語言學碩士 - 語言學碩士 - 歐美文學碩士 - 理論與應用語言學碩士 - 哲學碩士 - 心理學碩士 - 藝術史碩士 - 音樂領域 - 人文與文化遺產學士 - 音樂學學士 - 音樂學碩士 - 政治學領域 - 政治與國際關係學士 - 亞非研究碩士 - 國際經濟學、政治與機構碩士 - 政府與公共政策碩士 | - 醫學領域 - 牙醫碩士(六年制) - 醫學與外科碩士(六年制) - 生醫實驗室技術學士 - 心血管物理治療技術學士 - 營養學學士 - 牙科衛生學士 - 神經心理動作發展治療學士 - 環境安全技術學士 - 醫學放射學、成影技術與放射治療學士 - 護理學士 - 產科學士 - 職能治療學士 - 視能訓練與眼科照護學士 - 物理治療學士 - 精神醫學復健學士 - 神經生理病理技術學士 - 骨科技術學士 - 護理與產科學碩士 - 健康照護碩士 - 公衛碩士 | - 藥學領域 - 藥學碩士(五年制) - 自然科學領域 - 數學學士 - 物理學學士 - 化學學士 - 地質科學學士 - 生物學學士 - 自然科學技術學士 - 數學碩士 - 化學碩士 - 應用地質科學碩士 - 實驗與應用生物學碩士 - 神經生物學碩士 - 自然科學碩士 - 工業生物科技碩士 |

### 英語授課學位
帕維亞大學自2009年開始設立全英語學程，目前持續增加中。
- 國際商業與經濟碩士 (MIBE) （页面存档备份，存于）
- 分子生物學與基因學碩士 (MBG) （页面存档备份，存于）
- 醫學與外科碩士 (六年制)
- 電機工程碩士
- 計算機工程碩士
- 工業自動化工程碩士
- 世界政治與國際關係碩士 （页面存档备份，存于）
- 經濟、金融與國際整合碩士 （页面存档备份，存于）
- 古代地中海世界：歷史、考古學與藝術碩士 （页面存档备份，存于）
- 心理學、神經科學與人類科學碩士 （页面存档备份，存于）
- 自然災害防治土木工程碩士 （页面存档备份，存于）
- 建築工程與建築學碩士 （页面存档备份，存于）

### 校內特殊研究設施

#### 實驗用核反應爐
校內擁有一座TRIGA馬克II型 250kW反應爐，自1965年啟用至今，為超過六百篇學術論文提供了貢獻，目前仍在服役中。

#### 重粒子治療設備
國立強子腫瘤治療中心所擁有的強子加速器，是目前世界上僅有的七座能以碳離子進行癌症治療的研究中心之一。其餘六座分別位於中國蘭州中科院近代物理所、德國海德堡大學離子治療中心、日本千葉縣醫用重離子加速器、兵庫縣立粒子線醫學中心、群馬大學重粒子線醫學研究中心和九州國際重粒子線癌症治療中心

## 大學排名

### 2014年QS世界大學排名[4]
- 世界371名

### 2014年泰晤士高等教育[5]
- 意大利第4名， 世界251-275名

### 2015年荷兰莱顿大学排名[6]
- 意大利第6名，世界第316名

### 2015年台大世界大學科研論文質量評比[7]
- 臨床醫學 世界第187名 歐洲第84名
- 自然科學 世界第242名 歐洲第104名
- 物理學   世界第198名 歐洲第91名

### 義大利共和報大學排名2012/2013[8]
- 大型大學（學生人數20,000-40,000） 第一名

## 校區內的其他研究機構
- 義大利國家研究委員會（英语：Consiglio Nazionale delle Ricerche） 分子基因學研究所 （页面存档备份，存于）
- 國立強子腫瘤治療中心（英语：Centro Nazionale di Adroterapia Oncologica）

## 知名校友與教職員

### 宗教
- 教宗瑪定五世
- 教宗思道四世
- 教宗庇護五世
- 嘉祿·鮑榮茂 天主教聖人、聖座國務樞機卿、天主教米蘭總教區總主教

### 學者

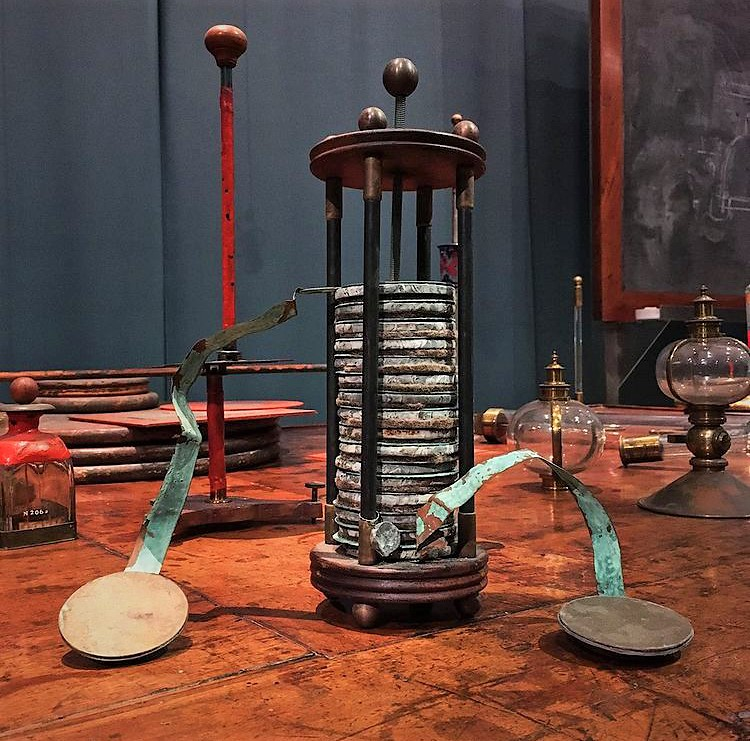
伏打電堆，帕維亞大學校史館

- 亞力山德羅·伏特，科學家，電池發明者，電壓的單位用他的名字命名。
- 贝尔特拉米 數學家
- 路易吉·克雷莫纳 數學家
- 吉罗拉莫·卡尔达诺 醫師、學者、發明家
- 路易吉·路卡·卡瓦利-斯福扎 群體遺傳學家，中央研究院名譽院士
- 卡米洛·高尔基 生物學者，1906年諾貝爾生理學或醫學獎得主
- 吉安維托·馬丁諾 神經生物學家
- 居里奥·纳塔 化學家，1963年诺贝尔化学奖得主
- 卡洛·鲁比亚 物理學家，1984年諾貝爾物理學獎得主，曾任教於帕維亞大學
- 塞爾吉奧·德拉·佩爾戈拉 以色列人口學與統計學家，耶路撒冷希伯來大學榮譽教授
- 切薩雷·貝卡里亞 法學家
- 維托里奧·埃爾斯巴美爾 醫師、藥理學家，血清素和章胺的發現者
- 爱德华·吕佩尔 德國自然史學者、探險家
- 魯杰爾·朱塞佩·博斯科维奇 拉古薩共和國物理學家

### 政治人物
- 英尼亞齊奧·拉魯薩 政治人物，前義大利國防部長，現任參議院院長
- 莉亞·夸爾塔佩雷 政治人物、現任眾議員
- 弗朗切斯科·維加諾 法學教授、義大利憲法法庭法官
- 露琪亞·阿佐利納 眾議員、現任教育部長
- 埃萊娜·博內蒂 數學家、平等機會與家庭部部長
- 翁貝托·可倫坡 學者、政治人物
- 翁貝托·博西 北方聯盟黨創辦人，醫學系肄業
- 楊舟（Joseph M. Young） 美國外交官，前駐日大使館臨時代理大使，現任駐東協臨時代理大使

### 中国地区学者
- 余锦 中国科学院空天信息创新研究院研究员[9] 帕维亚大学研究員（2001-2007）
- Giulio Chiribella 香港大学[10]/牛津大学[11] 计算机科学系教授　帕维亚大学物理学博士
- 王革娇 华中农业大学生科院教授[12] 帕维亚大学微生物和遗传系分子遗传学博士
- 樊华 电子科技大学电子科学与工程学院教授[13]　清华大学电子系电路与系统博士、帕维亚大学博士后
- 陈志聪 福州大学电子信息工程系教授[14]　帕维亚大学工程学院博士
- 严天钦 四川大学欧盟研究中心副研究员[15]　四川大学博士、帕维亚大学博士后
- 杨铁 西南大学物理科学与技术学院副教授[16]　帕维亚大学电子工程系博士
- 李丹 西安交通大学微电子学院副教授[17]　帕维亚大学微电子博士
- 车美琴 南通大学交通与土木工程学院副教授[18]　帕维亚大学电子、计算机科学与电气工程博士
- 陈志雄 重庆大学土木工程学院副教授[19] 帕维亚大学地震工程硕士、罗马大学结构工程博士
- Andrea Cioncolini 廣東以色列理工學院机械工程系副教授[20]　帕维亚大学数学硕士、米兰理工大学核工程博士